# Raise Your Banner
«Raise Your Banner» es el segundo del álbum Resist de la banda holandesa de metal sinfónico, Within Temptation. Según la vocalista, la canción se inspira en las protestas que ocurrieron durante la década de 1980, donde la gente salió a la calle a reclamar sus derechos y la contraste con las protestas en línea de hoy en día.

## Información
Para seguir con la promoción del álbum, el periódico holandés Tubantia declaró que la canción elegida "Raise Your Banner" se convertiría en el segundo sencillo, producida por Boost+ Switzerland y dirigida por el holandés Rogier Hendriks. El sencillo fue lanzado oficialmente el 16 de noviembre, y al principio fue acompañado por un videolíryc. El vídeo musical fue publicado el 30 de noviembre.

## Vídeo musical
El video no está basado en ningún libro o película. O en un juego.  Todo comenzó cuando a Robert Westerholt se le ocurrió la idea de una breve narración sobre una joven que está construyendo un ejército de humanoides hechos de chatarra y viejos robots desechados, en algún lugar de un taller secreto. Su plan era extenderlo, para hacerse oír, para marcar la diferencia en una sociedad donde las personas han renunciado a su poder.
La idea se canalizó a la esencia de lo que creo que es el estado actual de nuestro mundo; "Quienes se resisten pacíficamente al sistema se enfrentan a la violencia de quienes tienen el poder (a menudo política o económicamente) para mantener las cosas como están".

## Lista de canciones
| Digital download |                      |          |  |
| N.º              | Título               | Duración |  |
| 1.               | ««Raise Your Baner»» | 5:34     |  |

## Miembros
- Sharon den Adel - Voz
- Jeroen van Veen - Bajo
- Robert Westerholt - Guitarra
- Stefan Helleblad - Guitarra
- Martijn Spierenburg - Teclado
- Mike Coolen - Batería
- Ruud Jolie - Guitarra

Músicos invitados
- Anders Friden (In Flames) - Voz